# 内田さんと浅倉さん
『内田さんと浅倉さん』（うちださんとあさくらさん）は、2014年4月7日より、2017年12月29日の間超!A&G+で配信されていたインターネットラジオ番組。パーソナリティは内田彩と浅倉杏美。

## 番組概要
番組が設定した探偵事務所のスゴ腕探偵である内田と浅倉が様々な謎を解明していく、というコンセプトの元で繰り広げられる謎解きバラエティ番組。

## 配信時間
|                | 配信局                              | 配信時間                                                 | 過去の配信時間変遷 ※備考 |
| -------------- | ----------------------------------- | -------------------------------------------------------- | --- |
| 本配信         | 超!A&G+                             | 毎週金曜 21:30 - 22:00 （2017年1月6日 - 2017年12月29日） | - 毎週月曜 21:00 - 21:30 （2014年4月7日 - 2016年12月26日） |
| リピート配信   | 超!A&G+                             | 毎週月曜 9:30 - 10:00 （2017年1月9日 - 2018年1月1日）    | - 毎週火曜 9:00 - 9:30 （2014年4月8日 - 2016年12月27日） |
| ニコニコ生放送 | ニコニコ生放送 シーサイドチャンネル | 不定期月曜 20:00より （2017年1月9日 - 2018年1月1日）     | - 不定期火曜 20:00より （2016年7月5日 - 12月27日） ※ 有料動画パートがある場合に不定期で生配信 ※ 配信構成：その週の本配信 + 有料動画                                                      |
| アーカイブ配信 | 番組公式サイト                      | 配信終了                                                 | - 毎週水曜 午後更新（1週間） （2014年4月9日 - 2016年3月30日） |
| アーカイブ配信 | ニコニコ動画 シーサイドチャンネル   | 毎週月曜 20:00更新 （2017年1月9日 - 2018年1月1日）       | - 毎週水曜 15:00更新 （2016年4月6日 - 6月29日） - 毎週火曜 20:00更新 （2016年7月5日 - 12月27日） ※ ニコ生があった週はニコ生配信終了後に更新 ※ 有料動画はタイムシフト期間終了後に有料更新 |

## パーソナリティ
- 内田彩
- 浅倉杏美

## コーナー
謎ニュース
世の中の謎なニュースを紹介し、パーソナリティが謎を解説する。
そう、犯人はおまえだ!
リスナーから募集した「不思議な事件や現象」について、パーソナリティがその現象の犯人を特定していく。
探偵スキルを磨きましょう
パーソナリティが探偵に必要なスキルを磨く課題にチャレンジするコーナー。
御手洗さんと五月女さんのお悩み相談所
新婚ホヤホヤで幸せ一杯な御手洗、五月女による悩み相談コーナー。
推理で解明!30歳のブリブリ声優
30歳でブリブリアイドル声優への「質問」と「理想の答え」をリスナーから募集するコーナー。

## イベント
※太字は番組単独イベント
| 開催日   | イベント名                                                         | 会場                       | 備考                                                                                       |
| 2014年   | 2014年                                                             | 2014年                     | 2014年                                                                                     |
| -------- | ------------------------------------------------------------------ | -------------------------- | ------------------------------------------------------------------------------------------ |
| 12月21日 | SEASIDE LIVE FES 2014                                              | 神奈川芸術劇場             | シーサイド・コミュニケーションズ制作の4番組による合同イベント                              |
| 2015年   |                                                                    |                            |                                                                                            |
| 3月8日   | 劇場版 内田さんと浅倉さん 〜探偵からの挑戦状（ラブレター）〜       | サイエンスホール           | 番組初の単独イベント                                                                       |
| 8月15日  | SEASIDE SUMMER FESTIVAL 2015                                       | 中野サンプラザ             | シーサイド・コミュニケーションズ制作の8番組による合同イベント 当番組からは浅倉杏美のみ出演 |
| 12月27日 | SEASIDE LIVE FES 2015                                              | パシフィコ横浜国立大ホール | シーサイド・コミュニケーションズ制作の5番組による合同イベント                              |
| 2016年   |                                                                    |                            |                                                                                            |
| 10月29日 | 劇場版「内田さんと浅倉さん」〜名探偵の進化論（パラダイムシフト）〜 | サイエンスホール           |                                                                                            |
| 12月11日 | SEASIDE LIVE FES 2016                                              | 舞浜アンフィシアター       | シーサイド・コミュニケーションズ制作の5番組による合同イベント                              |
| 2017年   |                                                                    |                            |                                                                                            |
| 9月10日  | SEASIDE SUMMER FESTIVAL 2017 in OSAKA                              | なんばHatch                | シーサイド・コミュニケーションズ制作の8番組による合同イベント                              |
| 10月22日 | 内田さんと浅倉さん〜おいでよ うちあさランド〜                      | サイエンスホール           |                                                                                            |
| 2018年   |                                                                    |                            |                                                                                            |
| 4月14日  | 内田さんと浅倉さん～The last message～                             | サイエンスホール           | 番組最終イベント                                                                           |

## 関連商品
※公式ネットショップは『シーサイドSHOP（内田さんと浅倉さん）』を参照。

### CD・DVD
| 販売日      | タイトル名                                                                 | 備考 |        |
| 2014年      | 2014年                                                                     | 2014年 | 2014年 |
| ----------- | -------------------------------------------------------------------------- | --- | ------ |
| 9月19日     | 内田さんと浅倉さん DJCD vol.1 vol.1 〜試される探偵〜                       | オーディオCD（新規収録 - ゲスト：相沢舞） + MP3CD（過去放送第1回 - 第13回） |        |
| 12月3日     | 内田さんと浅倉さん MUSIC CLIP〜SEASIDE LIVE FES 2014〜                     | オーディオCD（楽曲5曲）+ MP3CD（過去放送第14回 - 第21回） |        |
| 12月28日    | 内田さんと浅倉さん カウントダウンCD（2014→2015）                           | 番組とともにカウントダウンをして年越しを迎えることが出来るCD |        |
| 2015年      |                                                                            | |        |
| 8月15日     | 内田さんと浅倉さん DJCD vol.2 〜金沢への挑戦状〜                           | オーディオCD（新規収録） + MP3CD（過去放送第22回 - 第34回） |        |
| 12月4日     | 内田さんと浅倉さん MUSIC FLAVORS〜SEASIDE LIVE FES 2015〜                  | オーディオCD（楽曲5曲）+ MP3CD（過去放送第35回 - 第42回） |        |
| 12月27日    | 内田さんと浅倉さん カウントダウンCD（2015→2016）                           | 番組とともにカウントダウンをして年越しを迎えることが出来るCD |        |
| 12月27日    | 内田さんと浅倉さん DJCD vol.3 〜仙台・探偵の自分探し〜                     | - vol.3：オーディオCD（新規収録） + MP3CD（過去放送第43回 - 第55回） - vol.4：オーディオCD（新規収録） + MP3CD（過去放送第56回 - 第68回） - イベント会場内でvol.3・4同時購入で特典DVDを進呈 |        |
| 12月27日    | 内田さんと浅倉さん DJCD vol.4 〜松島・試練の細道〜                         | - vol.3：オーディオCD（新規収録） + MP3CD（過去放送第43回 - 第55回） - vol.4：オーディオCD（新規収録） + MP3CD（過去放送第56回 - 第68回） - イベント会場内でvol.3・4同時購入で特典DVDを進呈 |        |
| 2016年      |                                                                            | |        |
| 8月8日      | 内田さんと浅倉さん DJCD vol.5 〜岡山・名探偵桃太郎〜                       | - vol.5：オーディオCD（新規収録） + MP3CD（過去放送第69回 - 第81回） - vol.6：オーディオCD（新規収録） + MP3CD（過去放送第82回 - 第94回） - vol.5・6同時購入で特典DVDを進呈                 |        |
| 8月8日      | 内田さんと浅倉さん DJCD vol.6 〜香川・世界からうどんが消えた〜             | - vol.5：オーディオCD（新規収録） + MP3CD（過去放送第69回 - 第81回） - vol.6：オーディオCD（新規収録） + MP3CD（過去放送第82回 - 第94回） - vol.5・6同時購入で特典DVDを進呈                 |        |
| 11月5日     | 内田さんと浅倉さん MUSIC HOURS〜SEASIDE LIVE FES 2016〜                    | オーディオCD（楽曲5曲）+ MP3CD（過去放送第95回 - 第102回） |        |
| 12月24日    | 内田さんと浅倉さん カウントダウンCD2016                                    | 番組とともにカウントダウンをして年越しを迎えることが出来るCD |        |
| 2017年      |                                                                            | |        |
| 8月11日     | 内田さんと浅倉さん DJCD vol.7 〜神戸・ビューティ、サーティ、ポートシティ〜 | オーディオCD（新規収録） + MP3CD（過去放送第103回 - 第115回）+ 特別映像企画DVD |        |
| 8月11日     | 内田さんと浅倉さん DJCD vol.8 〜淡路島・綺麗なお姉さんの隙ですが?〜        | オーディオCD（新規収録） + MP3CD（過去放送第116回 - 第128回）+ 特別映像企画DVD |        |
| 10月22日    | 内田さんと浅倉さん オフィシャルパンフレット                                | パンフレット + 映像企画（DVD） |        |
| 2018年      |                                                                            | |        |
| 1月29日予定 | 内田さんと浅倉さん DJCD vol.9                                              | オーディオCD（新規収録） + MP3CD（過去放送第129回 - 第195回） |        |

### グッズ
| 販売日            | グッズ名                                      | 備考 |        |
| 2015年            | 2015年                                        | 2015年 | 2015年 |
| ----------------- | --------------------------------------------- | --- | ------ |
| 3月8日            | 内田さんと浅倉さんフード付きタオル            | 『劇場版 内田さんと浅倉さん 〜探偵からの挑戦状（ラブレター）〜』会場販売                                                       |        |
| 3月8日            | 内田さんと浅倉さんTシャツ                     | - 『劇場版 内田さんと浅倉さん 〜探偵からの挑戦状（ラブレター）〜』会場販売 - 3商品セット購入で 割引+オリジナル探偵缶バッジ進呈 |        |
| 3月8日            | 内田さんと浅倉さんトートバッグ                | - 『劇場版 内田さんと浅倉さん 〜探偵からの挑戦状（ラブレター）〜』会場販売 - 3商品セット購入で 割引+オリジナル探偵缶バッジ進呈 |        |
| 3月8日            | 内田さんと浅倉さんボールペン                  | - 『劇場版 内田さんと浅倉さん 〜探偵からの挑戦状（ラブレター）〜』会場販売 - 3商品セット購入で 割引+オリジナル探偵缶バッジ進呈 |        |
| 2016年            |                                               | |        |
| 10月29日          | 内田さんと浅倉さんの謎解きTシャツ             | 『劇場版「内田さんと浅倉さん」〜名探偵の進化論（パラダイムシフト）〜』会場販売                                                 |        |
| 10月29日          | 内田さんと浅倉さんの犯人はあなた…? パーカー   | 『劇場版「内田さんと浅倉さん」〜名探偵の進化論（パラダイムシフト）〜』会場販売                                                 |        |
| 10月29日          | 劇場版 内田さんと浅倉さん チケットファイル    | 『劇場版「内田さんと浅倉さん」〜名探偵の進化論（パラダイムシフト）〜』会場販売                                                 |        |
| 10月29日          | 劇場版 内田さんと浅倉さん 探偵御用達メモ      | 『劇場版「内田さんと浅倉さん」〜名探偵の進化論（パラダイムシフト）〜』会場販売                                                 |        |
| 12月10日、11日    | 内田さんと浅倉さん 特製マグカップ             | 『SEASIDE LIVE FES 2016（前日祭含む）』会場販売                                                                                |        |
| 2017年            |                                               | |        |
| 1月23日 - 3月31日 | オリジナルデザインキャッシュカード            | 静岡銀行インターネット支店の総合口座「しずぎんWebWallet」期間内開設者に贈呈。                                                  |        |
| 1月23日 - 3月31日 | 特典CD                                        | 静岡銀行インターネット支店の総合口座「しずぎんWebWallet」期間内開設者に贈呈。                                                  |        |
| 10月22日          | うちあさランド Tシャツ                        | 『内田さんと浅倉さん〜おいでよ うちあさランド〜』会場販売                                                                      |        |
| 10月22日          | うちあさランド トートバッグ                   | 『内田さんと浅倉さん〜おいでよ うちあさランド〜』会場販売                                                                      |        |
| 10月22日          | うちあさランド パスポート手帳                 | 『内田さんと浅倉さん〜おいでよ うちあさランド〜』会場販売                                                                      |        |
| 10月22日          | 内田さんと浅倉さん アクリルキーホルダーセット | 『内田さんと浅倉さん〜おいでよ うちあさランド〜』会場販売                                                                      |        |